# Jacob von Staudenheim

Jacob von Staudenheim, Lithographie nach einer Zeichnung von Franz Wolf

Jacob Ritter von Staudenheim (* 1764 in Mainz; † 17. Mai 1830 in Wien) war ein deutsch-österreichischer Arzt.

## Leben
Schon in jungen Jahren interessierte er sich für Medizin, aber erst sein Onkel konnte den Vater überzeugen Staudenheim Medizin studieren zu lassen.
Staudenheim studierte in Paris unter Fourcroy, dann in Augsburg und unter Maximilian Stoll in Wien. Nach seiner Dissertation praktizierte er zwei Jahre in Ungarn und kehrte danach nach Wien zurück. Später wurde er Lehrer des Grafen Karl Borromäus von Harrach zu Rohrau. Als dieser 1802 schwer erkrankte, konnte Staudenheim ihn retten. Neben der lebenslangen Freundschaft des Grafen erhielt Staudenheim auch ein Rente von 10.000 Talern. Bald wurde er Arzt für die vornehmen Familien Wiens.
1826 behandelte er erfolgreich Kaiser Franz I., daneben war er Leibarzt des Herzogs von Reichstadt, Napoleon Franz Bonaparte. Im Jahr 1826 wurde er auch zum Ritter erhoben.
Bekannt wurde er vor allem als Arzt Beethovens, dem er 1812 die Bäder in Teplitz empfahl. Auch später wurde er von Beethoven gern konsultiert.
Sein Sohn war der Politiker Ferdinand Ritter von Staudenheim (1809–1883).